# Прапор Краматорського району
Пра́пор Крамато́рського райо́ну — офіційний символ Краматорського району Донецької області. Прямокутне полотнище зі співвідношеням сторін 2:3. Складається з двох рівних горизонтальних смуг з блакитного та зеленого кольорів. В середині розміщений соняшник з колосками та шестернями усередині.

## Символіка
Соняшник — це символ сонця, життя, радості, мирного життя мешканців Краматорського району. Символ розвинутого сільського господарства на Донеччині.
Дванадцять пелюсток соняшника символізують 12 територіальних громад, які увійшли до складу району. 
Шестерня посередині символізує промисловість, технічне виробництво та машинобудівництво в Краматорську та інших містах району. Одне з найбільших підприємств — Новокраматорський машинобудівний завод.
Червоне коло символізує колір прапора Ізюмського козачого полку, території якого охоплювали значні ділянки сучасного району. Також це колір розпеченого металу.
Чорна та срібна стрічки символізують родючі чорноземи та родовища вапняку відповідно.
Колоски вказують, що район є сільськогосподарським з великою кількістю родючих земель та розвинутим аграрно-промисловим комплексом.

### Кольори
Блакитний — символ водних просторів, зокрема найбільшої річки в Донецькій області — Сіверський Донець, екологічної чистоти.
Зелений символізує достаток, свободу, природне багатство краю. На території Краматорського району розміщена велика кількість заказників, а також Національний природний парк «Святі Гори».